# Aaron Long (cầu thủ bóng đá)
Aaron Ray Long (sinh ngày 12 tháng 10 năm 1992) là một cầu thủ bóng đá chuyên nghiệp người Mỹ thi đấu ở vị trí trung vệ cho câu lạc bộ Los Angeles FC tại Major League Soccer và đội tuyển quốc gia Hoa Kỳ.